# 措岑湖 (哈弗爾河)
53°22′50″N 12°52′57″E / 53.380666°N 12.882500°E

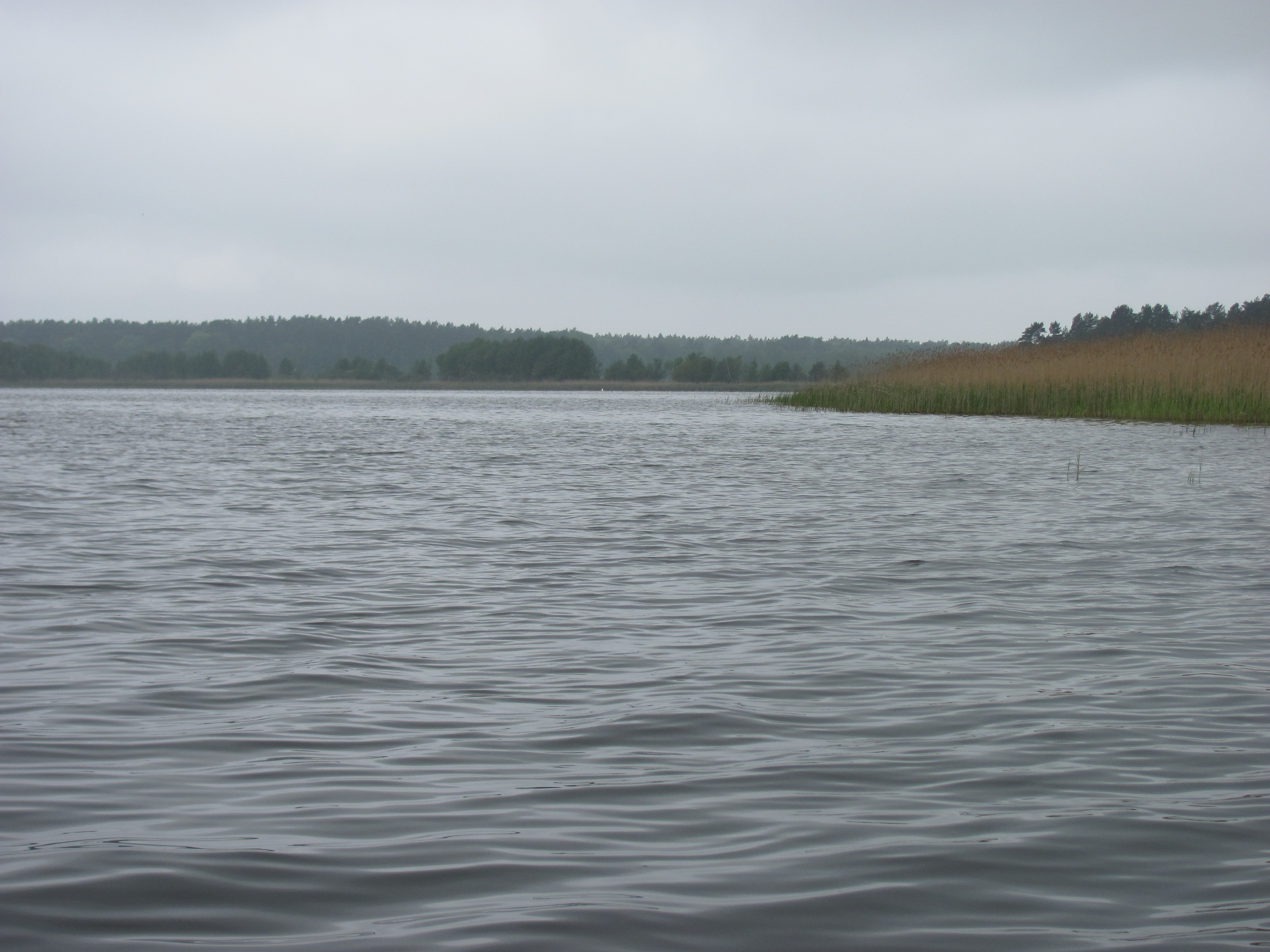

措岑湖（德語：Zotzensee），是德國的湖泊，位於該國東北部梅克倫堡-前波美拉尼亞州，由梅克倫堡湖區郡負責管轄，長1.5公里、寬0.9公里，面積0.92平方公里，海拔高度60米。